# カーチュン・ウォン
カーチュン・ウォン（英語：KahChun Wong、中国語：黃佳俊、1986年6月24日 - ）は、シンガポール出身の指揮者で、日本フィルハーモニー交響楽団およびハレ管弦楽団の首席指揮者。

## 来歴
カーチュン・ウォンは、1986年にシンガポールで、軍隊で働く父と保育園で先生をしていた母の間に生まれた。
小学校時代に、学校の吹奏楽部に入りコルネットを演奏し、中学校時代からはトランペットを演奏した。高校はシンガポール名門校のラッフルズ・インスティテューションに入学し、シンフォニック・バンドに入った。17歳のときに、シンガポール国立のユース・オーケストラに参加する機会を得て、オーケストラの団員としての経験を積んだ。
兵役中に軍楽隊で演奏したが、トランペットの吹きすぎのため唇に損傷を負った。治療中に作曲を始め、それを演奏するためのグループを結成した。この時点で彼はプロの指揮者になる志を考え始めていたという。
2010年、シンガポール人とアジア人の作曲家に焦点を当てた「アジアン・コンテンポラリー・アンサンブル」を結成した。2011年、リー・クアンユー奨学金を受け、ベルリンのハンス・アイスラー音楽大学でオペラとオーケストラの指揮を学び、2014年に修士号を取得した。
2011年10月に、クロアチアのザグレブで行われたマタチッチ国際指揮者コンクールで2位を獲得したのち、ドレスデン・フィルハーモニー管弦楽団を指揮していたクルト・マズアの知遇を得、2012年から2014年の間に、ライプツィヒをはじめとするドイツ各地や日本で開催されマズアのマスタークラスに参加した。ライプツィヒのマズアの家を訪問しスコアを共に勉強したこともあり、ベートーヴェン、メンデルスゾーン、ブラームス、ブルックナーの交響曲や、ムソルグスキーの《展覧会の絵》などのレパートリーの教えを受ける等、深く薫陶を受けた。
2015年3月、母国のシンガポール交響楽団とプロ指揮者としてデビューを飾った。
2016年、グスタフ・マーラー国際指揮者コンクールでアジア人として初優勝し注目を集めた。それをきっかけに、グスタフ・マーラーの孫娘であるマリーナ・マーラーと共に、子どもたちへの音楽支援を目的とした非営利団体「プロジェクト・インフィニチュード」を共同設立。2020年の新型コロナウイルス感染症流行の折には、1000人以上の世界各地のミュージシャンと共にベートーヴェンの「喜びの歌」のデジタルシングアロングを行い約200万ドルの寄付を集めた。
2018年9月、ニュルンベルク交響楽団の首席指揮者となり、初めて常任の指揮者となった（2022年8月まで）。
2019年2月、ニューヨーク・フィルハーモニックの毎年恒例の旧正月ガラコンサートを指揮した。2019年12月、ドイツ連邦大統領から、シンガポールとドイツの文化交流並びにドイツ音楽文化の海外普及における献身的な取り組みと顕著な功績により、シンガポール出身の芸術家として初めて功労勲章を与えられた。
2021年及び2022年にドイツの名門楽団、ドレスデン・フィルハーモニー管弦楽団を指揮し、2023年9月より同楽団の首席客演指揮者に就任した。
2021年3月、日本フィルハーモニー交響楽団を初めて指揮し、2021年8月、同楽団の首席客演指揮者に、2023年9月、首席指揮者に就任した。同楽団とは、得意とするマーラーの交響曲のほか、日本人作曲家による楽曲の演奏にも力を入れており、これまでに、伊福部昭、芥川也寸志、武満徹、小山清茂、外山雄三、坂本龍一などの作品を取り上げている。
2022年3月には、東京フィルハーモニーと東京オペラシティ コンサートホール：タケミツメモリアルにて、「武満徹《弧》［アーク］」というテーマで、プログラム全てが武満作品の演奏会を行った。
2023年2月、英国マンチェスターに本拠を置くハレ管弦楽団を指揮し、2024年9月より同楽団の首席指揮者、およびアーティスティック・アドバイザーに就任することが発表された。
これまでに、日本各地のオーケストラのほかに、上述以外の海外オーケストラとして、ロサンゼルス・フィルハーモニック、BBC交響楽団、ベルリン・コンツェルトハウス管弦楽団、クリーヴランド管弦楽団、チェコ・フィルハーモニー管弦楽団、バンベルク交響楽団、デトロイト交響楽団、シアトル交響楽団、トゥールーズ・キャピトル国立管弦楽団、イル・ド・フランス国立管弦楽団、バレンシア管弦楽団などを指揮している。

## ディスコグラフィー
- 2021年　マーラー：交響曲第5番（日本コロムビア）［ライブ録音。日本フィルハーモニー交響楽団、同楽団首席ホルン奏者：信末碵才、同楽団ソロ・トランペット奏者：オッタビアーノ・クリストーフォリ］